# Сан-Педру (Вила-Реал)
Сан-Педру (порт. São Pedro; официально — Vila Real (S. Pedro)) — населённый пункт и фрегезия в Португалии, входит в округ Вила-Реал. Площадь населённого пункта составляет 2,21 км², население по состоянию на 2011 год — 4807 человек.
Является составной частью муниципалитета Вила-Реал. По старому административному делению входил в провинцию Траз-уж-Монтиш и Алту-Дору. Является частью экономико-статистического субрегиона Доуру, входящего в Северный регион.

## История
Фрегезия Сан-Педру берёт своё начало от часовни Святого Николая, построенную вне стен ввиду расширения района и увеличения расстояния от церкви Сан-Диниша. В 1528 году Д. Педро де Кастро, настоятель храма Сан-Сальвадор-де-Мосош-э-Протонотарио-Апостолико, послал построить новый приход, в честь Святого Петра.
С 1528 по 1576 годы приход Сан-Педру полностью зависит от монастыря Сан-Дениш. После этого была расширена автономия прихода, продолжавшаяся до 29 января 1856 года.
За время своего существования фрегезия нередко переживала территориальные изменения, самым последним из них было создание фрегезии Носса-Сеньора-да-Консейсан.

## Демография
| 1801                                                                                                | 1849  | 1864  | 1878  | 1890  | 1900  | 1911  | 1920  | 1930  |
| 2 445                                                                                               | 3 187 | 2 352 | 3 744 | 4 325 | 4 622 | 4 783 | 4 199 | 4 470 |
| 1940                                                                                                | 1950  | 1960  | 1970  | 1981  | 1991  | 2001  | 2011  |       |
| 5 349                                                                                               | 6 519 | 4 981 | 4 902 | 5 139 | 5 283 | 4 422 | 4 807 |       |
| Примечание: фрегензия Сан-Педру потерпела территориальные изменения по сравнению с XIX и XX веками. |       |       |       |       |       |       |       |       |